# اسکاتلند در قرون وسطی میانه

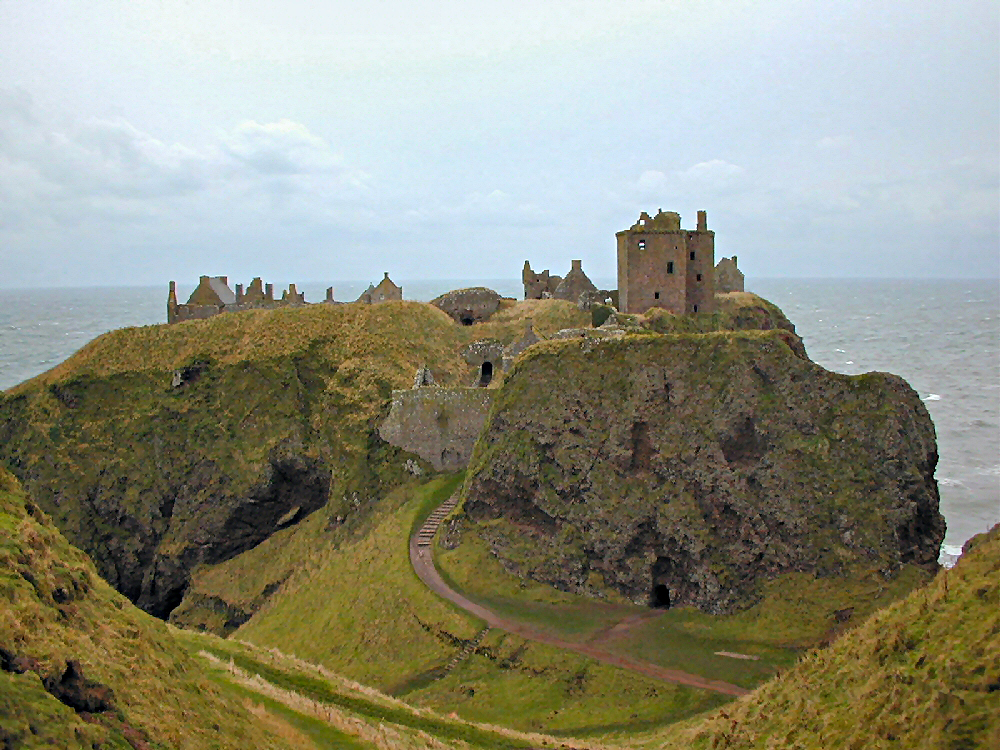
قلعه دنوتار در اسکاتلند.

اسکاتلند در قرون وسطی میانه (انگلیسی: Scotland in the High Middle Ages)، به دوره‌ای از تاریخ اسکاتلند گفته می‌شود که از زمان مرگ دامنال دوم آغاز تا زمان الکساندر سوم ادامه می‌یابد. مهم‌ترین رخداد این دوران، آغاز جنگ دراز مدت بین انگلستان و اسکاتلند بود که ادوارد یکم درصدد یکپارچه کردن جزیره بریتانیا بود اما در رسیدن به این خواسته ناکام ماند.